# Lamprosema pulveralis
Lamprosema pulveralis là một loài bướm đêm trong họ Crambidae.